# Náboženská obec Církve československé husitské v Příbrami
Náboženská obec Církve československé husitské v Příbrami (zkráceně NO CČSH Příbram – též známá jako Sbor Mistra Jakoubka ze Stříbra) vznikla ve dvacátých letech 20. století.
Budova tohoto sboru byla vybudována ve funkcionalistickém slohu ve třicátých letech 20. století. Jedná se o jedinou výlučně církevní budovu v Příbrami, která není římskokatolická. Součástí budovy je též rozhledna a kolumbárium. Sídlo sboru je významným centrem společenských a církevních událostí.

## Fotogalerie

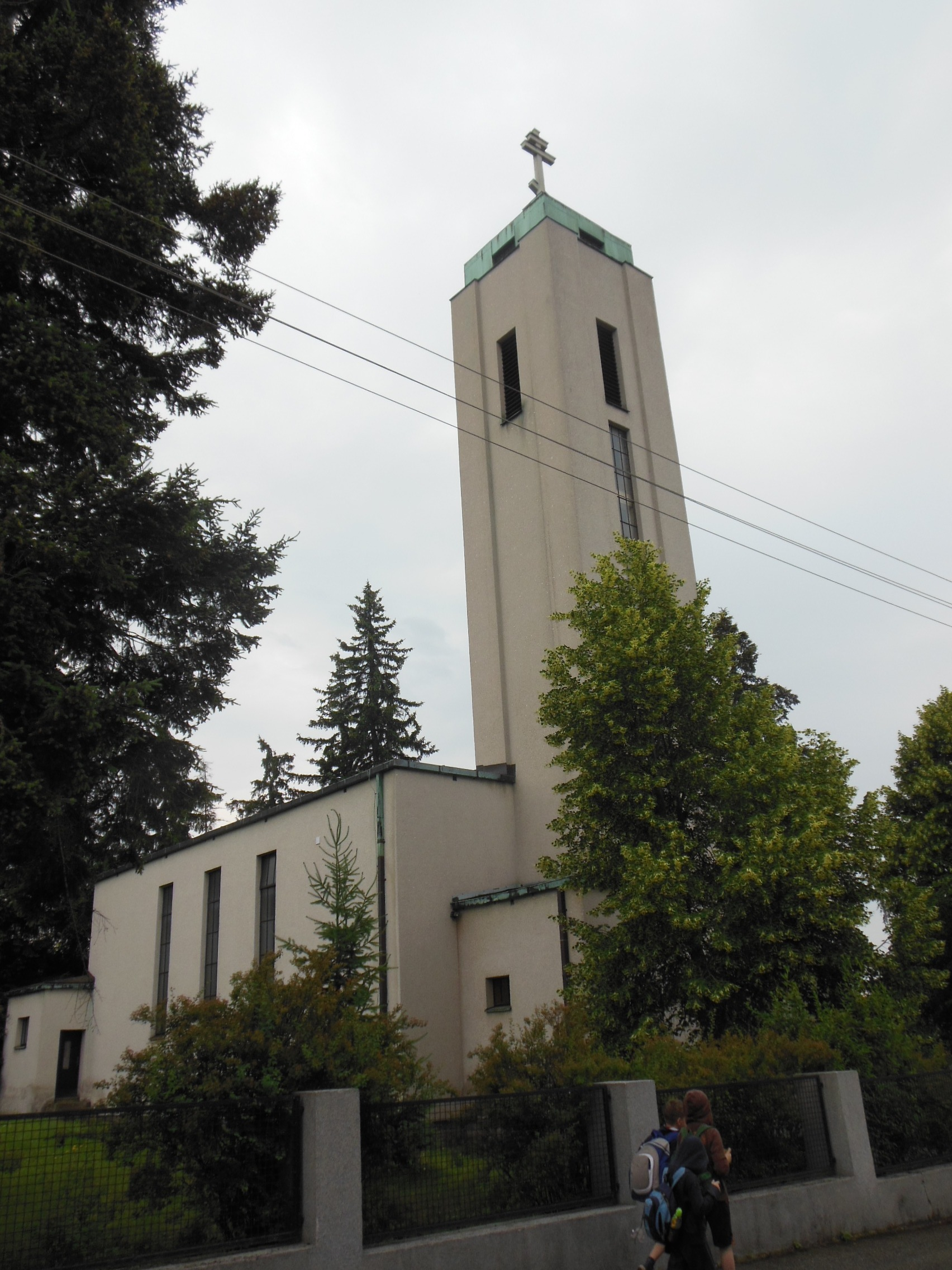
Budova sboru
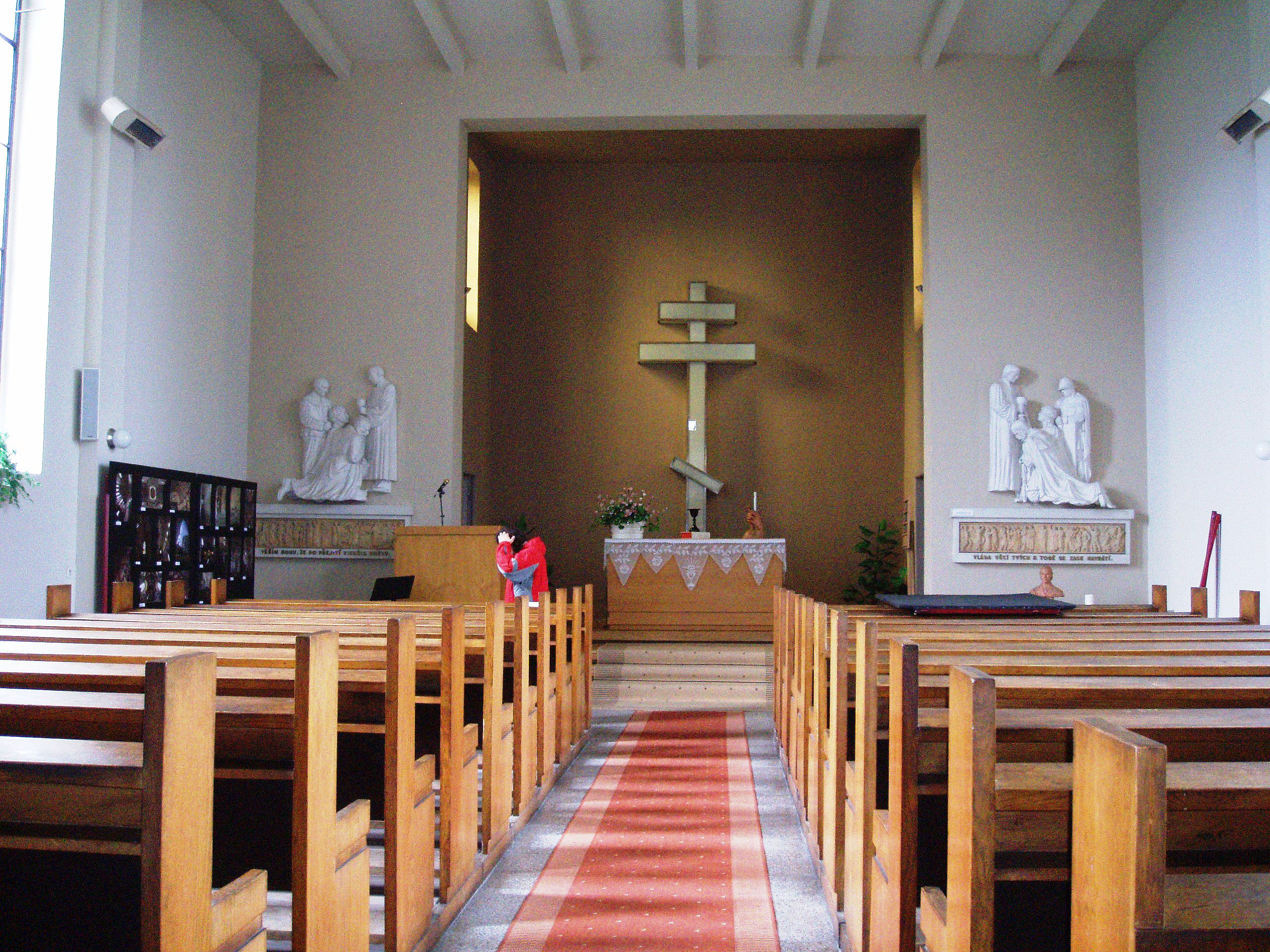
Interiér